# Samak (Utah)
Pour les articles homonymes, voir Samak.
Samak est une census-designated place située dans le comté de Summit, dans l’État de l’Utah, aux États-Unis. Sa population s’élevait à 287 habitants lors du recensement de 2010.

## Source
- (en) Cet article est partiellement ou en totalité issu de l’article de Wikipédia en anglais intitulé « Samak, Utah » (voir la liste des auteurs).